# Loxosceles karstica
Espèce
Loxosceles karstica est une espèce d'araignées aranéomorphes de la famille des Sicariidae.

## Distribution
Cette espèce est endémique du Brésil,. Elle se rencontre au Minas Gerais à Januária et au Bahia à Carinhanha.

## Description
La femelle holotype mesure 8,60 mm et le mâle paratype 6,56 mm.

## Publication originale
- Bertani, Schimonsky, Gallão & Bichuette, 2018 : Four new troglophilic species of Loxosceles Heinecken & Lowe, 1832: contributions to the knowledge of recluse spiders from Brazilian caves (Araneae, Sicariidae). ZooKeys, no 806, p. 47-72 (texte intégral).